# Lena Bickel
Lena Bickel (* 22. Dezember 2004 in St. Gallen-Tablat SG) ist eine Schweizer Kunstturnerin. Die Tessinerin wohnt und trainiert im nationalen Sportzentrum in Magglingen.
Bei ihrer erstmaligen Teilnahme an den Olympischen Spielen 2024 in Paris überbot sie ihren kurz davor an den Schweizer Meisterschaften im Juni 2024 in Biel aufgestellten persönlichen Rekord. Das Finale der besten 24 verpasste Lena Bickel als 39 im Mehrkampf.
Die Gemeinde Morbio Inferiore ehrte sie für ihre Leistungen in Paris. Ihre Vorbilder sind die früheren Schweizer Kunstturnerinnen Ariella Kaeslin und Giulia Steingruber.